# 7,62 × 51 mm OTAN

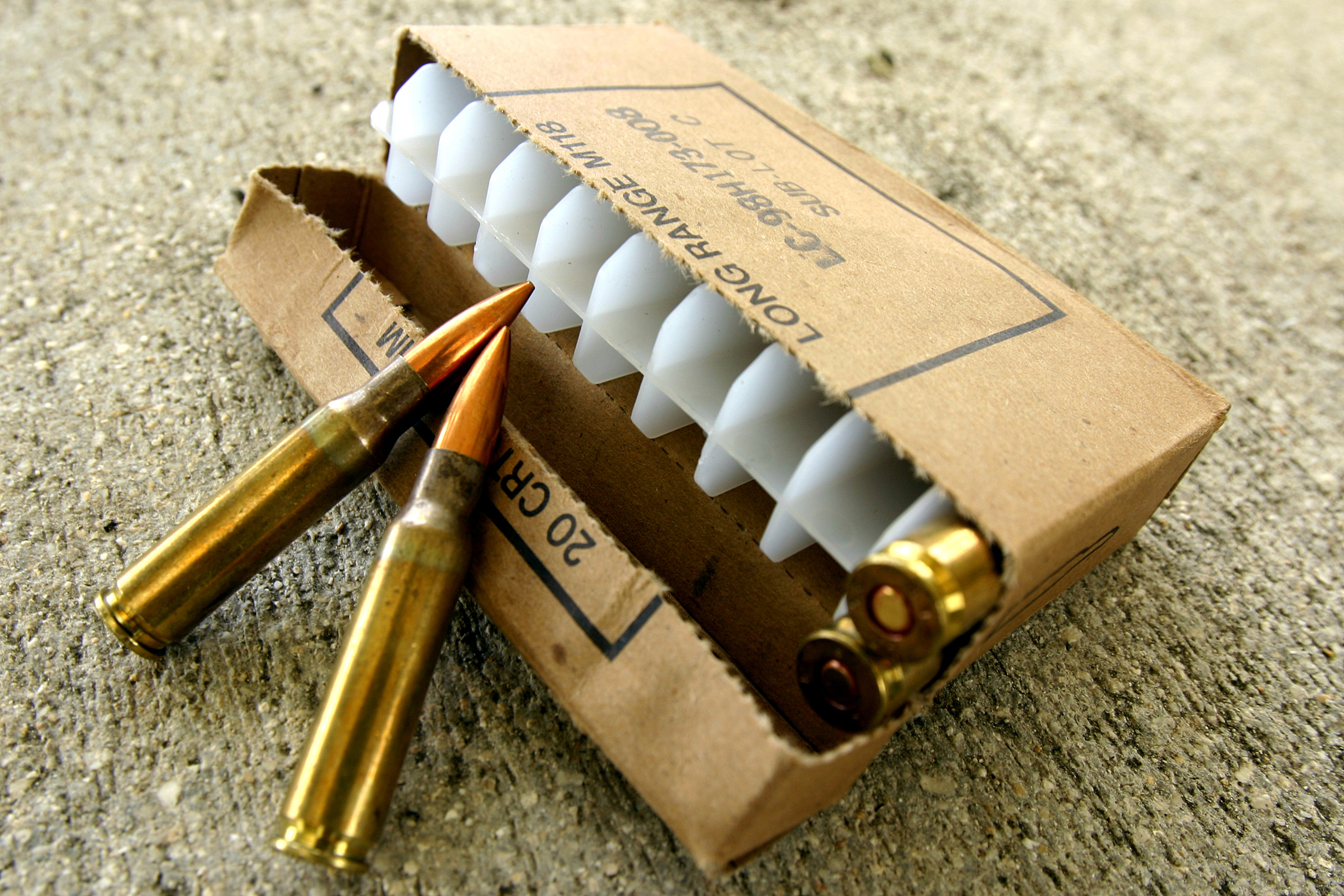
Cartutxos 7,62 × 51 mm OTAN, variant M118 de l'Exèrcit dels Estats Units, utilitzada en rifles de precisió.

El 7.62 × 51 mm OTAN és un cartutx de fusell i metralladora desenvolupat els anys 1950 i 1960 com un nou estàndard per arma de foc llarga dels països de l'OTAN. És un cartutx molt semblant però no idèntic al .308 Winchester, d'ús civil, tot i que es poden utilitzar de manera intercanviable. (cal no confondre'l amb el cartutx de Rússia 7,62 × 54 mm R).

## Història
Aquest cartutx va ser desenvolupat després de la Segona Guerra Mundial. L'experiència de combat en aquesta guerra va mostrar que els cartutxos de fusell utilitzats fins al moment eren massa potents, ja que la majoria de combats es produïen a distàncies menors per a les que havien estat dissenyats. El disseny del 7.62 × 51 mm OTAN es va assolir escurçant el cartutx de calibre .30 polzades utilitzat ja als Estats Units, per exemple al fusell semiautomàtic M1 Garand.
El 1954, sota la influència dels Estats Units, l'OTAN adoptà aquesta nova munició per a rifles d'assalt i metralladores mitjanes. Als països anglosaxons, aquesta munició es coneix també com a "7.62 N", "7.62 mm OTAN" o fins i tot ".308 Winchester ".
L'estandardització de les armes de munició de l'OTAN es va fer efectiva per a tots els tipus d'armes. En conseqüència, la FN Herstal es va haver d'afanyar en adaptar el FAL que havia dissenyat per a la nova munició, que també es va aprovar per al HK G3 i per al M14 nord-americà .
Aquesta nova munició però, fou criticada per la seva excessiva potència per a una arma lleugera. El tret automàtic és difícil de controlar i la mida de la munició limita tant la capacitat dels carregadors a 20 trets, com el nombre de municions que un soldat pot portar en campanya. Arran d'aixó, els exèrcits del Japó i d'Espanya van fer ús de versions del 7.62 OTAN amb menys càrrega

## 7.62 vs. 7.82
La denominació ".308" ve del nom comercial de la munició 7.62, i tradueix el diàmetre exacte de la bala en polzades és a dir 7,82 mm. La diferència entre les denominacions ".308" i "7,62 x 51 OTAN" ve per raó del nom comercial i la denominació militar, però també de la tolerància en les dimensions durant la fabricació. De fet, la munició sota la seva denominació militar té un "marge" de tolerància més elevat que durant la fabricació de la munició civil.
La denominació de "7,62 × 51" es descompon així:
- "7.
- 62" és, en mil·límetres, el diàmetre interior del canó, mesurat a "nivell del pla de les estries" La bala està sobre-calibrada per arribar fins al fons de les estries per agafar així una millor rotació.
- "51" és en mil·límetres, la llargària de la beina sense la bala .